# Егоров, Пётр Егорович (лётчик)
Пётр Его́рович Его́ров (12 июля 1913, дер. Атлашево, Чебоксарский уезд, Казанская губерния, Российская империя — 18 февраля 2019, Хабаровск) — советский военачальник, кавалер двух орденов Трудового Красного Знамени.

## Биография
Родился в чувашской деревне Атлашево Чебоксарского уезда Казанской губернии. После окончания школы поступил в Балашовскую навигационную школу, которую окончил в 1933 году. В 1933—1937 годах трудился там же инструктором.
С 1937 по 1941 год — лётчик в аэропортах городов Свободный Амурской области, Новосибирск, Хабаровск.
В годы Великой Отечественной войны работал заведующим отделом в Дальневосточном управлении гражданской авиации. Выполнял полёты на самолётах ПС-40, ПС-41 по трассе Владивосток-Иркутск, доставлял молибден, необходимый военной промышленности.
С 1945 года — начальник штаба 264-го и 12-го авиационных отрядов специального применения, затем 198-го лётного отряда, Хабаровского авиационного соединения (1963—1973).
С 1973 года по 1988 год проживал в Москве, работал в аэропорту «Внуково». В 1988 году вернулся в город Хабаровск.

## Литературная деятельность
П. Е. Егоров является автором книг «Первым делом — самолёты», посвященная 80-летию образования гражданской авиации; «Их судьбой стало небо», о первом полете летчика М. В. Водопьянова на Дальний Восток; «Они летали над океанами», автобиографическая книга о буднях дальневосточных авиаторов и др.

## Награды
- два ордена Трудового Красного Знамени (1953, 1973[11][12][13]).
- медаль Ветеран Труда (1975[14]).
- другие медали.